# Zapasy na Letnich Igrzyskach Olimpijskich 1960 – kategoria do 52 kg w stylu klasycznym
Zmagania mężczyzn do 52 kg to jedna z ośmiu męskich konkurencji w zapasach w stylu klasycznym rozgrywanych podczas Letnich Igrzysk Olimpijskich 1960. Pojedynki w tej kategorii wagowej odbyły się w dniach 26 – 31 sierpnia.
Punktacja opierała się na systemie "złych punktów karnych". Zwycięzca otrzymywał zero punktów za wygraną przez "tusz" (łopatki), a jeden punkt za wygraną na punkty. Dwa punkty przyznawano zawodnikom za remis. Za porażkę na punkty zawodnik otrzymywał trzy punkty, a za przegraną na łopatki przyznawano 4 punkty karne. Uzyskanie sześciu lub więcej punktów eliminowało zapaśnika z turnieju. Najlepsza trójka walczyła w rundzie finałowej. 

## Klasyfikacja[1]
| Pozycja | Nazwisko           | Kraj              |
| ------- | ------------------ | ----------------- |
| 1       | Dumitru Pârvulescu | Rumunia           |
| 2       | Osman El-Sayed     | ZRA               |
| 3       | Mohammad Paziraji  | Iran              |
| 4       | Takashi Hirata     | Japonia           |
| 5       | Ignazio Fabra      | Włochy            |
| 5       | Iwan Koczergin     | ZSRR              |
| 7       | Borivoje Vukov     | Jugosławia        |
| 8       | Bengt Frännfors    | Szwecja           |
| 9       | Dick Wilson        | Stany Zjednoczone |
| 10      | Stefan Hajduk      | Polska            |
| 10      | Maurice Mewis      | Belgia            |
| 12      | Georgi Moskow      | Bułgaria          |
| 12      | Franz Burkhard     | Szwajcaria        |
| 14      | Jørgen Jensen      | Dania             |
| 14      | Heikki Hakola      | Finlandia         |
| 14      | Fritz Stange       | Niemcy            |
| 17      | Werner Hartmann    | Austria           |
| 17      | Kazım Gedik        | Turcja            |

## Wyniki

### Pierwsza runda[2]
| Zwycięzca          | Punkty karne | Wynik     | Przegrany       | Punkty karne |
| ------------------ | ------------ | --------- | --------------- | ------------ |
| Takashi Hirata     | 0            | Łopatki   | Georgi Moskow   | 4            |
| Franz Burkhard     | 0            | Łopatki   | Werner Hartmann | 4            |
| Iwan Koczergin     | 0            | Łopatki   | Kazım Gedik     | 4            |
| Mohammad Paziraji  | 1            | Na punkty | Maurice Mewis   | 3            |
| Ignazio Fabra      | 1            | Na punkty | Fritz Stange    | 3            |
| Dumitru Pârvulescu | 1            | Na punkty | Dick Wilson     | 3            |
| Osman El-Sayed     | 1            | Na punkty | Jørgen Jensen   | 3            |
| Stefan Hajduk      | 2            | Remis     | Heikki Hakola   | 2            |
| Borivoje Vukov     | 2            | Remis     | Bengt Frännfors | 2            |

### Druga runda[3]
| Zwycięzca          | Punkty karne | Wynik     | Przegrany         | Punkty karne |
| ------------------ | ------------ | --------- | ----------------- | ------------ |
| Dumitru Pârvulescu | 1            | Łopatki   | Kazım Gedik       | 8            |
| Borivoje Vukov     | 2            | Łopatki   | Franz Burkhard    | 4            |
| Bengt Frännfors    | 2            | Łopatki   | Werner Hartmann   | 8            |
| Maurice Mewis      | 3            | Łopatki   | Heikki Hakola     | 6            |
| Georgi Moskow      | 5            | Na punkty | Fritz Stange      | 6            |
| Ignazio Fabra      | 2            | Na punkty | Takashi Hirata    | 3            |
| Stefan Hajduk      | 3            | Na punkty | Jørgen Jensen     | 6            |
| Osman El-Sayed     | 2            | Na punkty | Mohammad Paziraji | 4            |
| Dick Wilson        | 5            | Remis     | Iwan Koczergin    | 2            |

### Trzecia runda[4]
| Zwycięzca         | Punkty karne | Wynik     | Przegrany          | Punkty karne |
| ----------------- | ------------ | --------- | ------------------ | ------------ |
| Dick Wilson       | 5            | Łopatki   | Franz Burkhard     | 8            |
| Borivoje Vukov    | 3            | Na punkty | Georgi Moskow      | 8            |
| Takashi Hirata    | 4            | Na punkty | Bengt Frännfors    | 5            |
| Ignazio Fabra     | 3            | Na punkty | Maurice Mewis      | 6            |
| Mohammad Paziraji | 5            | Na punkty | Stefan Hajduk      | 6            |
| Iwan Koczergin    | 4            | Remis     | Dumitru Pârvulescu | 3            |
| Osman El-Sayed    | 2            | Bez walki |                    |              |

### Czwarta runda[5]
| Zwycięzca          | Punkty karne | Wynik     | Przegrany       | Punkty karne |
| ------------------ | ------------ | --------- | --------------- | ------------ |
| Takashi Hirata     | 4            | Łopatki   | Dick Wilson     | 9            |
| Iwan Koczergin     | 5            | Na punkty | Osman El-Sayed  | 5            |
| Dumitru Pârvulescu | 4            | Na punkty | Borivoje Vukov  | 6            |
| Ignazio Fabra      | 5            | Remis     | Bengt Frännfors | 7            |
| Mohammad Paziraji  | 5            | Bez walki |                 |              |

### Piąta runda[6]
.
| Zwycięzca          | Punkty karne | Wynik     | Przegrany      | Punkty karne |
| ------------------ | ------------ | --------- | -------------- | ------------ |
| Mohammad Paziraji  | 6            | Na punkty | Iwan Koczergin | 8            |
| Osman El-Sayed     | 6            | Na punkty | Takashi Hirata | 7            |
| Dumitru Pârvulescu | 5            | Na punkty | Ignazio Fabra  | 8            |